# Makki di roti

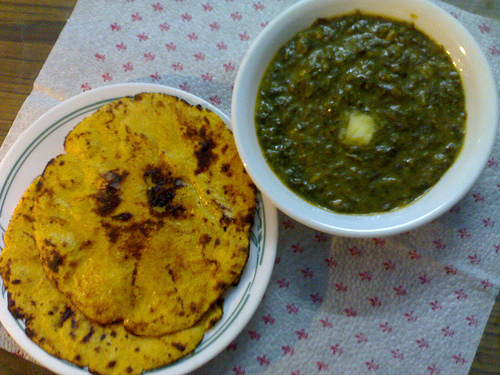
Makki di roti con saag de Panyab (India).

El makki di roti (panyabí: ਮੱਕੀ ਦੀ ਰੋਟੀ, literalmente ‘roti hecho de maíz’) es un pan indio plano sin levadura hecho de harina de maíz. Como la mayoría de los rotis de la cocina india, se cuece en un tava. 
El makki di roti es de color amarillo cuando está terminado, y tiene una consistencia blanda, lo que lo hace difícil de manipular. Debido a esto, su elaboración es más difícil que la de los rotis hechos de harina de trigo.
El makki di roti suele elaborarse durante el invierno en el Panyab (India) y es quizá más conocido cuando se acompaña con saag o sarson ka saag (hojas de mostaza verde cocida) y suero de mantequilla. Similarmente, en Uttar Pradesh se come con sarson ka saag o chana ka saag (garbanzo) y mantequilla.